# Kalirejo (Kangkung)
Kalirejo is een bestuurslaag in het regentschap Kendal van de provincie Midden-Java, Indonesië. Kalirejo telt 5076 inwoners (volkstelling 2010).